# Kumbung (Rajagaluh)
Kumbung is een bestuurslaag in het regentschap Majalengka van de provincie West-Java, Indonesië. Kumbung telt 3958 inwoners (volkstelling 2010).